# Archeologia (satyra)
Archeologia – satyra Cypriana Kamila Norwida z 1866 na typowe polskie małżeństwo ziemiańskie.

## Okoliczności powstania utworu
Satyra została napisana na wieść o ucieczce Ludwiki Kuczyńskiej, brzydkiej lecz bogatej córki marszałkowej Joanny Kuczyńskiej, od męża, hrabiego Tadeusza Leona Ostrowskiego, eleganckiego bywalca paryskich bulwarów, który nie umiał porozumieć się z niekochaną żoną. Ziemiańskie realia satyry odnoszą się w o wiele większym stopniu do innych znanych poecie par małżeńskich, przede wszystkim do jego pierwszych ideałów kobiecych: Brygidy Dybowskiej, której małżonek zrujnował ją i doprowadził do ubóstwa i Kamili L., która po zerwaniu z Norwidem, wyszła za mężczyznę, który najpierw ją zrujnował, a potem porzucił.
Tytuł utworu porównuje opisywane stosunki wzajemne, do tego rodzaju przeżytków społecznych, które w innych krajach mogą stanowić już tylko przedmiot badań archeologicznych. Tekst dochował się w dwóch wersjach, przesłanych w 1866 Konstancji Górskiej (bez tytułu) i Joannie Kuczyńskiej, rozpaczającej nad nieszczęściem własnej córki, podobnym do opisanego w utworze. Tekst Górskiej zaginął. Tekst Kuczyńskiej wydrukował w 1935 Adam Czartkowski w numerze 278 Kuriera Warszawskiego z 1933 pod tytułem Pani na Korczewie. 

## Treść
Przyzwoita panna powinna się zakochać w najstarszym synu sąsiada, którego dobra graniczą z jej dobrami i to najlepiej ze strony gdzie granica jest sucha. Zakochanie powinno odbyć się w maju, a zakochani uprzejmi od rana do wieczora. Kontrakt najlepiej zawrzeć na Święty Jan. Ponieważ ślub to nie fabrykowanie cukru z buraków, potrzebna jest dywersja: by młodzi nagle w nocy gdzieś potajemnie uciekli. Potem mogą powrócić jak należy. Odtąd, ponieważ dotąd we wszystkim sobie kłamali, muszą się zacząć poznawać od nowa. Mąż, który jest zawsze doskonalszy, dostrzeże wówczas, że coś jest pomiędzy nimi. I co z tym zrobić.
Potem mąż zmuszony będzie wyjechać nagle w bardzo ważnych interesach. Pożegna czule swoją Marynię czy Zosieńkę. Ona będzie się modlić za zbawienie jego duszy, pościć, suszyć. Gdyby zaczęła kasłać można to doliczyć do jej ćwiczeń. Warto też zrobić testament. Jedne odchodzą wcześniej, drugie później z tego świata. Wtedy stroskany mąż, każe Włochowi aby, Mości Dobrodzieju, wyrżnął z kamienia figurę płaczącą na grobie. I mówi o swojej żonie, że to był anioł.